# Teorema della racchetta da tennis

Gli assi principali di una racchetta da tennis

Il teorema della racchetta da tennis o teorema dell'asse intermedio è un risultato della meccanica classica che descrive il movimento di un corpo rigido con tre diversi momenti principali di inerzia.  Viene anche chiamato effetto Džanibekov, per il cosmonauta russo Vladimir Džanibekov che si accorse di una delle conseguenze del teorema nello spazio nel 1985 sebbene l'effetto fosse già noto almeno 150 anni prima ed era ben descritto in testi di meccanica classica coevi e noti a Džanibekov. Un articolo che spiega questo effetto fu pubblicato nel 1991.
Il teorema descrive il seguente effetto: la rotazione di un oggetto intorno al suo primo e terzo asse principale è stabile, mentre la rotazione intorno al suo secondo asse (o asse intermedio) non lo è.
Ciò può essere verificato con il seguente esperimento: si tenga una racchetta da tennis nel suo manico, con la faccia orizzontale; si cerchi di lanciarla in aria in modo tale da farle fare una rotazione completa intorno all'asse orizzontale, perpendicolare al manico, e si cerchi di prendere il manico. In quasi tutti i casi, durante la rotazione, anche la faccia compirà una mezza rotazione, cosicché la faccia inizialmente rivolta verso l'alto, diventa rivolta verso il basso. Per contrasto, è facile lanciare la racchetta facendola ruotare intorno all'asse del manico o all'asse verticale perpendicolare al manico (rispettivamente il terzo asse principale e il primo) senza che avvenga una mezza rotazione aggiuntiva intorno a un altro asse.
L'esperimento può essere effettuato con un qualsiasi oggetto dotato di tre momenti di inerzia, ad esempio con un libro, un telecomando, o un cellulare. L'effetto ha luogo quando l'asse di rotazione differisce anche leggermente dal secondo asse principale dell'oggetto; la resistenza dell'aria e la gravità non sono necessarie.

## Teoria

Una visualizzazione dell'instabilità dell'asse intermedio. Il modulo del momento angolare e l'energia cinetica dell'oggetto che ruota sono entrambe conservati. Di conseguenza, il vettore velocità angolare rimane sull'intersezione dei due ellissoidi.

Il teorema può essere analizzato qualitativamente con l'aiuto delle equazioni di Eulero. Nella condizione di momento meccanico nullo, assumono la seguente forma:
{\displaystyle {\begin{aligned}I_{1}{\dot {\omega }}_{1}&=(I_{2}-I_{3})\omega _{2}\omega _{3}\qquad {\text{(1)}}\\I_{2}{\dot {\omega }}_{2}&=(I_{3}-I_{1})\omega _{3}\omega _{1}\qquad {\text{(2)}}\\I_{3}{\dot {\omega }}_{3}&=(I_{1}-I_{2})\omega _{1}\omega _{2}\qquad {\text{(3)}}\end{aligned}}}
Qui {\displaystyle I_{1},I_{2},I_{3}} indicano i principali momenti di inerzia dell'oggetto, e si assume che  {\displaystyle I_{1}>I_{2}>I_{3}}. {\displaystyle \omega _{1},\omega _{2},\omega _{3}} indicano le velocità angolari intorno ai tre assi principali e le loro derivate temporali sono indicate da {\displaystyle {\dot {\omega }}_{1},{\dot {\omega }}_{2},{\dot {\omega }}_{3}}.

### Rotazione stabile intorno al primo e al terzo asse principale
Si consideri la situazione in cui l'oggetto ruota intorno all'asse con momento d'inerzia {\displaystyle I_{1}}. Per determinare la natura dell'equilibrio, si assumano le velocità angolari iniziali lungo gli altri due basse. Di conseguenza, secondo l'equazione (1), {\displaystyle ~{\dot {\omega }}_{1}} è molto piccola. Pertanto, la dipendenza temporale di {\displaystyle ~\omega _{1}} può essere trascurata.
Ora, derivando l'equazione (2) e sostituendo {\displaystyle {\dot {\omega }}_{3}} dall'equazione (3), si ottiene
{\displaystyle {\begin{aligned}I_{2}I_{3}{\ddot {\omega }}_{2}&=(I_{3}-I_{1})(I_{1}-I_{2})(\omega _{1})^{2}\omega _{2}\\\implies {\ddot {\omega }}_{2}&={\text{(quantità negativa)}}\cdot \omega _{2}\end{aligned}}}
Si noti che {\displaystyle \omega _{2}} viene contrastata e quindi la rotazione intorno a questo asse è stabile.
Ragionamenti simili portano a concludere che anche la rotazione intorno a  {\displaystyle I_{3}} sia stabile.

### Rotazione instabile intorno al secondo asse principale
Ora si applichi la stessa analisi all'asse con momento d'inerzia {\displaystyle I_{2}}. Questa volta è {\displaystyle {\dot {\omega }}_{2}} ad essere molto piccola. Pertanto la dipendenza temporale di {\displaystyle ~\omega _{2}} può essere trascurata.
Ora, derivando l'equazione (1) e sostituendo {\displaystyle {\dot {\omega }}_{3}} dall'equazione (3), si ottiene
{\displaystyle {\begin{aligned}I_{1}I_{3}{\ddot {\omega }}_{1}&=(I_{2}-I_{3})(I_{1}-I_{2})(\omega _{2})^{2}\omega _{1}\\\implies {\ddot {\omega }}_{1}&={\text{(quantità positiva)}}\cdot \omega _{1}\end{aligned}}}
Si noti che  {\displaystyle \omega _{1}} non viene contrastata (aumenterà con il tempo) e quindi la rotazione intorno al secondo asse è instabile. Pertanto anche una piccola perturbazione lungo gli altri assi porta l'oggetto a ribaltarsi.